# Qədirli (Masallı)
Qədirli è un comune dell'Azerbaigian situato nel distretto di Masallı. Conta una popolazione di 883 abitanti.